# Колібрі-іскринка колумбійський
Колі́брі-іскри́нка колумбійський (Chaetocercus astreans) — вид серпокрильцеподібних птахів родини колібрієвих (Trochilidae). Ендемік Колумбії.

## Опис
Довжина птаха становить 7 см. У самців голова зелена, блискуча, решта верхньої частини тіла темно-синя, блискуча. На горлі райдужна червона пляма. груди сірі, живіт синюватий, на боках білі плями. хвіст роздвоєний, центральні стернові пер дуже короткі, крайні стернові пера являють собою голі стрижні, опахала на них відсутні. Дзьоб прямий, чорний. У самиць верхня частина тіла бронзово-зелена, нижня частина тіла блідо-рудувато-коричнева, на боках білі плями. Хвіст округлий, центральні стернові пера зелені, решта стернових пер рудувато-коричневі з чорною смугою на кінці. Забарвлення молодих птахів є подібне до забарвлення самиць.

## Поширення і екологія
Колумбійські колібрі-іскринки є ендеміками гірського масиву Сьєрра-Невада-де-Санта-Марта на півночі Колумбії. Вони живуть на узліссях вологих гірських тропічних лісів, в рідколіссях і на кавових плантаціях, іноді в парамо. Зустрічаються на висоті від 825 до 2000 м над рівнем моря.
Колумбійські колібрі-іскринки живляться нектаром квітучих дерев і чагарників, зокрема Inga і Streptosolen jamesonii. Шукають їжу в нижньому і середньому ярусах лісу. Вони не захищають кормові території, а через невеликі розміри і повільний політ, як у джмелів, живляться нектаром на територіях інших колібрі.